# P J Bergius
P J Bergius, även kallad Bergius, är en röd form av äppelsorten Sävstaholm. Äppelsorten har utsetts till landskapsäpple för Uppland.
Äppelsorten uppkom i Bergianska trädgårdens plantskola, som en mutation av Säfvstaholm, och är döpt efter trädgårdens grundare Peter Jonas Bergius.
P J Bergius mognar framåt augusti månads slut och har söt smak, när äpplet är i gott skick. Om äpplet är övermoget är smaken mjölig. Äpplet är likt Sävstaholm. I Sverige odlas P J Bergius gynnsammast i zon II–VI.